# EuroVelo 6
L’EuroVelo 6 (EV 6), detta anche "la strada dei fiumi", è una pista ciclabile parte della rete del programma europeo EuroVelo. Lunga 3.653 chilometri, unisce Saint-Nazaire in Francia a Costanza in Romania.